# برلين الشرقية
كانت برلين الشرقية بين عامي 1949 و 1990 تمثّل المنطقة الشرقية من برلين، حيث احتلها الاتحاد السوفييتي خلال الحرب العالمية الثانية في عام 1945، أما الأمريكيون والبريطانيون والفرنسيون فقد احتلوا النصف الغربي من برلين. وارتبطت برلين الشرقية بقوة مع ألمانيا الشرقية التي كان الاتحاد السوفييتي يحتلها أيضاً واختيرت برلين الشرقية عاصمة لألمانيا الشرقية من 13 أغسطس 1969 حتى 9 نوفمبر 1989.
كانت برلين الشرقية منفصلة عن برلين الغربية بسبب سيطرة الاتحاد السوفييتي على الجزء الشرقي منها وسيطرة أمريكا وبريطانيا وفرنسا على الجزء الغربي من برلين، وكان الانتقال بينهما رخوا نوعًا ما إلى أن قامت حكومة ألمانيا الشرقية ببناء جدار برلين العازل، فأصبح الانتقال بين برلين الشرقية والغربية عسيرا. وقد سمت حكومة ألمانيا الشرقية برلين الشرقية ببساطة باسم «برلين» "Berlin, Hauptstadt der DDR" (برلين عاصمة ألمانيا الديمقراطية) وكان مصطلح ألمانيا الديمقراطية يستعمل حتى الستينيات من القرن العشرين.

## التاريخ

### نظرة عامة
الحلفاء الغربيون (فرنسا وبريطانيا والولايات المتحدة) لم تعترف بسلطة ألمانيا الشرقية على برلين الشرقية لكن بروتوكول الحلفاء الرسمي اعترف فقط بسلطة الاتحاد السوفييتي على برلين الشرقية وفقا لحالة احتلال برلين، التي احتل أجزاء منها كل من الولايات المتحدة وبريطانيا وفرنسا. وقامت أمريكا بنشر تعليمات مفصلة عن أفراد الجيش الأمريكي والمدنيين الراغبين في زيارة برلين الشرقية، وكذلك عن أفراد جيش ألمانيا الشرقية (NVA) في مناسبات العروض العسكرية. ومع ذلك فإن الحلفاء الغربيين الثلاثة انشؤوا مع مرور الزمن سفارات في برلين الشرقية في السبعينيات من القرن الماضي على الرغم انها لم تعترف بها عاصمة لألمانيا الشرقية. ظلت برلين الغربية تحت سيطرة الحلفاء أمريكا وبريطانيا وفرنسا كمنطقة وصاية لهم حتى 3 أكتوبر 1990 حيث وافق الأربعة قوى التي تسيطر على غرب وشرق ألمانيا وشرق وغرب برلين باتحاد ألمانيا كلها في جمهورية ألمانيا الاتحادية؛ وبهذا انتهي رسميا وجود برلين الشرقية.

### برلين الشرقية الآن
منذ الاتحاد، انفقت الحكومة الألمانية كميات هائلة من المال لإعادة دمج شطري المدينة وتوفير الخدمات والبنية التحتية في برلين الشرقية «سابقا» حتى تصل لمستوى معيشة برلين الغربية. على الرغم من هذا، لا تزال هناك اختلافات واضحة بين برلين الشرقية والغربية. شرق برلين لديه الجانب المرئي تختلف فيه اختلافا واضحا، وذلك جزئيا بسبب زيادة بقاء اللوحات قبل الحرب في الشوارع كما بعض العلامات لا تزال تظهر الضرر في زمن الحرب، ويرجع ذلك جزئيا إلى أسلوب مميز في المناطق الحضرية للعمارة الستالينية المميزة في ألمانيا الشرقية. كما هو الحال في المدن الأخرى في شرق ألمانيا، فقد تم الحفاظ على عدد قليل من الأسماء في عهد ألمانيا الشرقية لذكرى أبطال الاشتراكية، مثل الشوارع الرئيسية: كارل ماركس الليه، روزا لوكسمبورغ بلاتز وكارل ليبكنخت شتراسه، وهذا بعد عملية طويلة من المشاركة التي اعتبرت في كثير من أسماء الشوارع.

## القادة السوفييت والألمان الشرقيين لبرلين الشرقية

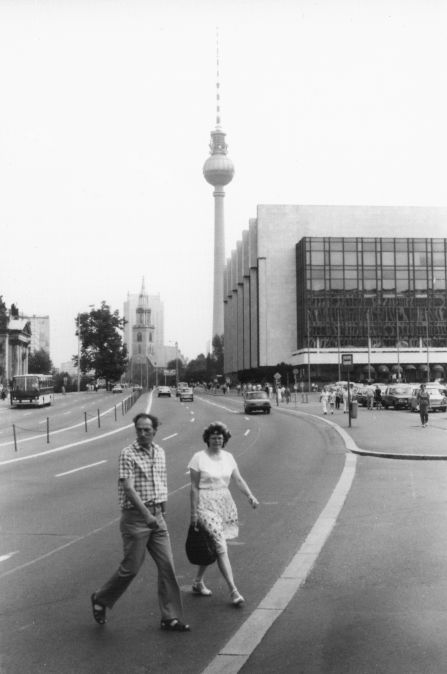

| القادة              |                                |
| ------------------- | ------------------------------ |
| نيقولاي برزارين     | 2مايو 1945 – 16 يونيو 1945     |
| Aleksandr Gorbatov  | 17 يونيو 1945 – 19 نوفمبر 1945 |
| Dimitry Smirnov     | 19 نوفمبر 1945 – 1 ابريل 1946  |
| Aleksandr Kotikov   | 1 ابريل 1946 – 7 يونيو 1950    |
| Sergey Dienghin     | 7 يونيو 1950 – ابريل 1953      |
| Pavel Dibrov        | ابريل 1953 – 23 يونيو 1956     |
| Andrey Chamov       | 28 يونيو 1956 – 26 فبراير 1958 |
| Nikolay Zakharov    | 26 فبراير 1958 – 9 مايو 1961   |
| Andrey Soloviev     | 9 مايو 1961 – 22 اغسطس 1962    |
| Helmut Poppe        | 22 اغسطس 1962 – 31 مايو 1971   |
| Artur Kunath        | 1 يونيو 1971 – 31 اغطسطس 1978  |
| Karl-Heinz Drews    | 1 سبتمبر 1978 – 31 ديسمبر 1988 |
| Wolfgang Dombrowski | 1 يناير 1989 – 30 سبتمبر 1990  |
| Detlef Wendorf      | 1 أكتوبر 1990 – 2 أكتوبر 1990  |

## الأقسام الإدارية
عندما تم توحيد ألمانيا، كانت برلين الشرقية تتكون من الأقسام الإدارية التالية:
- فريدرشسهاين
- Hellersdorf (منذ 1986)
- Hohenschönhausen (منذ 1985)
- Köpenick
- ليشتنبيرغ
- Marzahn (منذ 1979)
- ميته
- Pankow
- Prenzlauer Berg
- Treptow
- فايسنزه  [لغات أخرى]‏

## صور لبرلين الشرقية

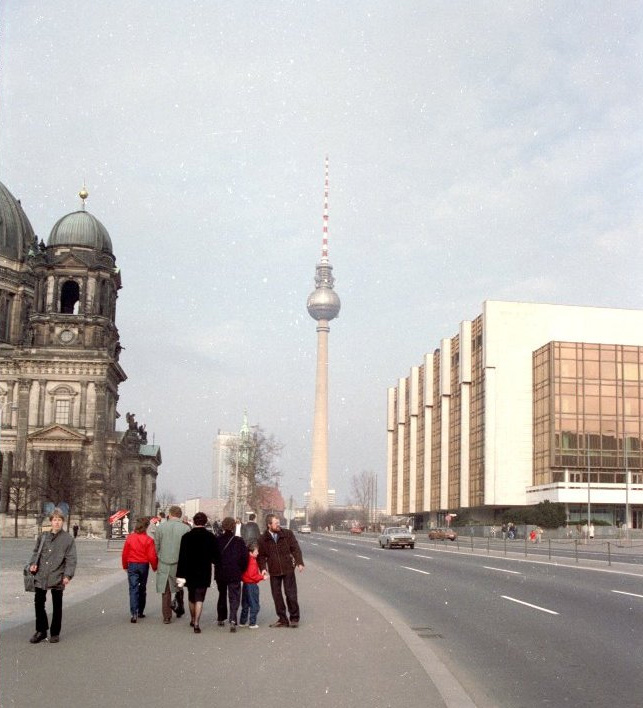
يوم الفصح،الأحد1988 يظهر فيها برج التلفزيون وقصر الجمهورية
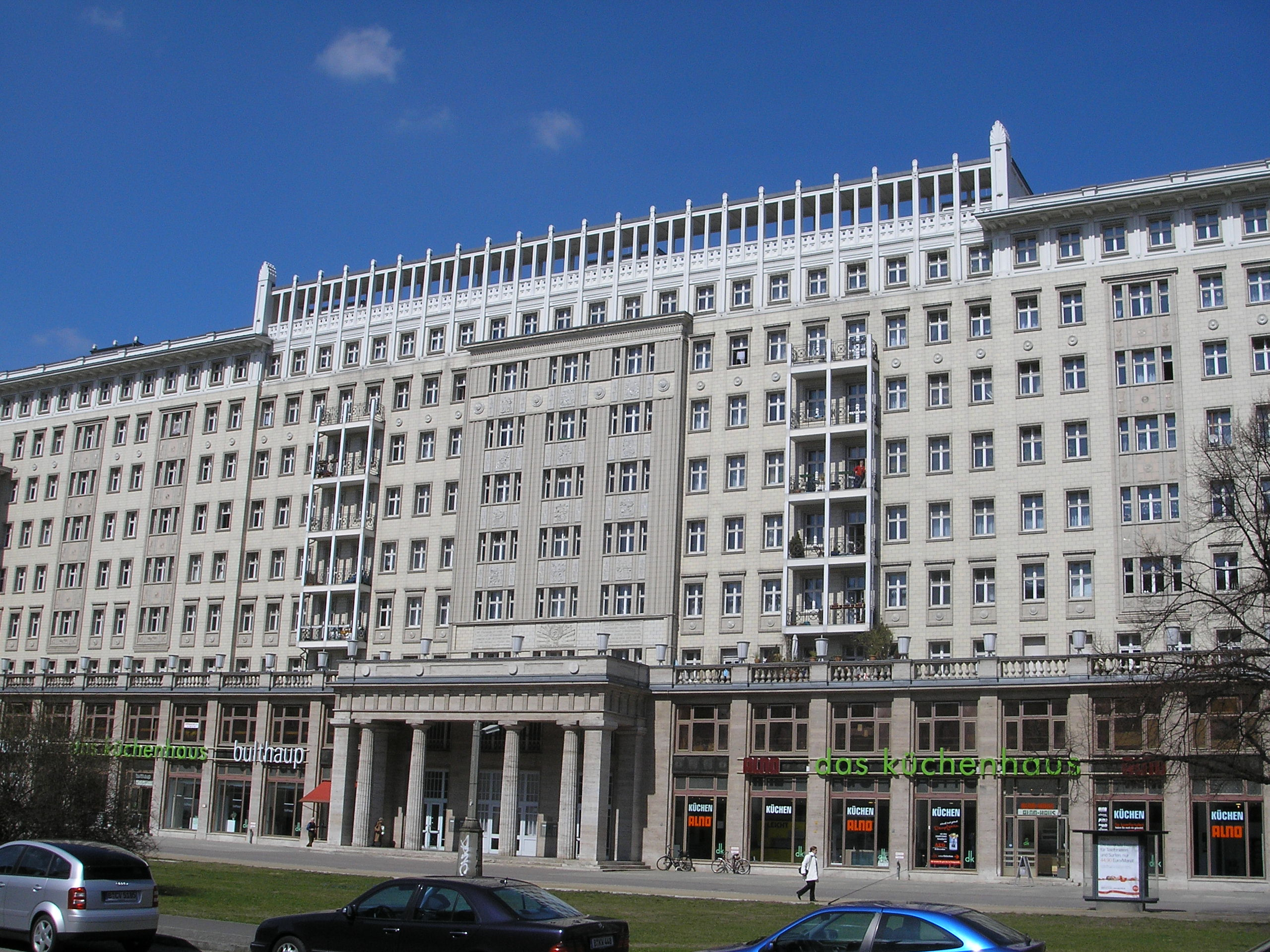
Karl Marx Allee شقق في أحد العمارات الضخمة
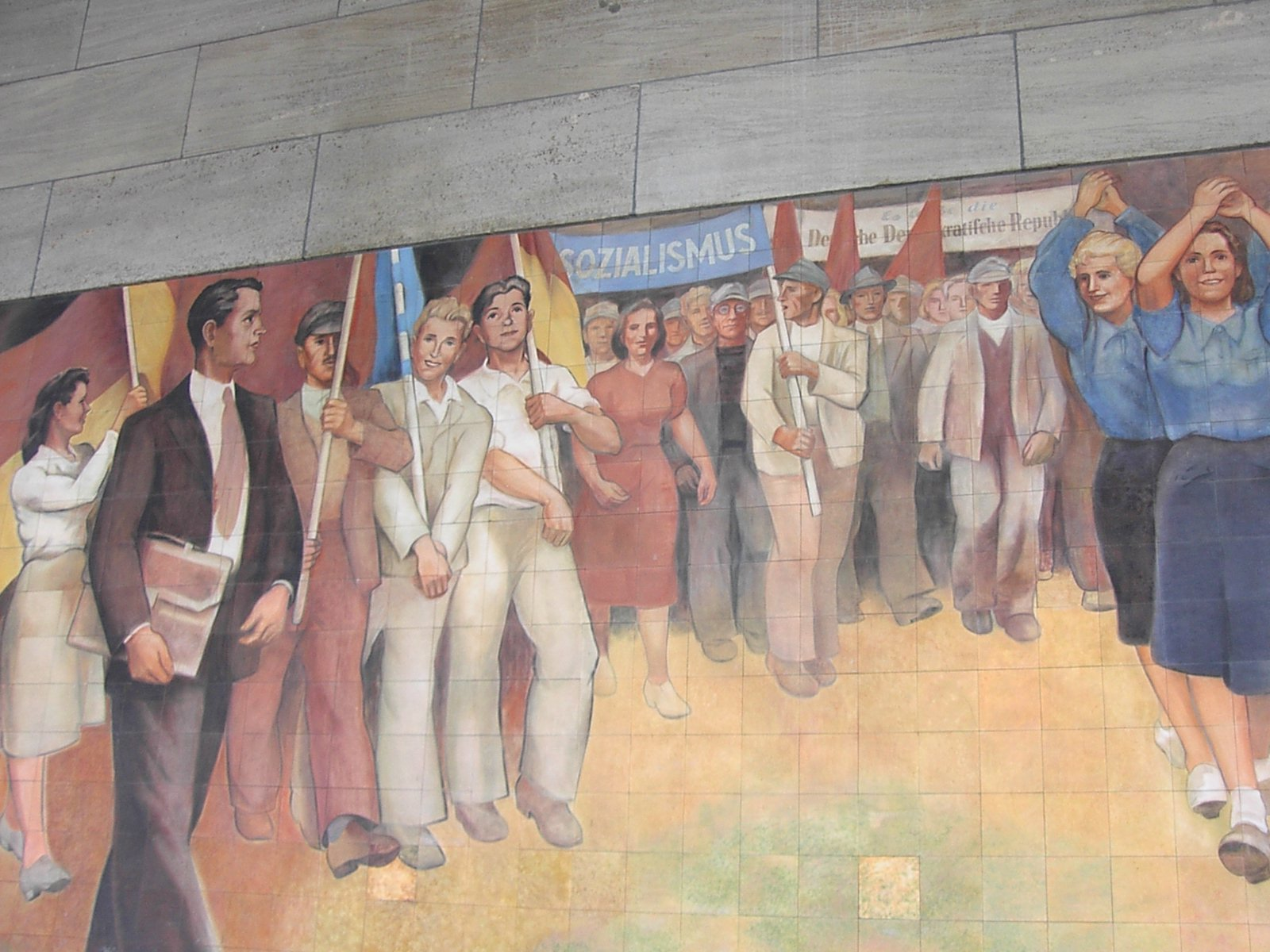
لوحة من القيشاني "مايسن" تمثل فئات الشعب ، على واجهة مبنى مجلس الوزراء القديم. شارع Leipziger Straße
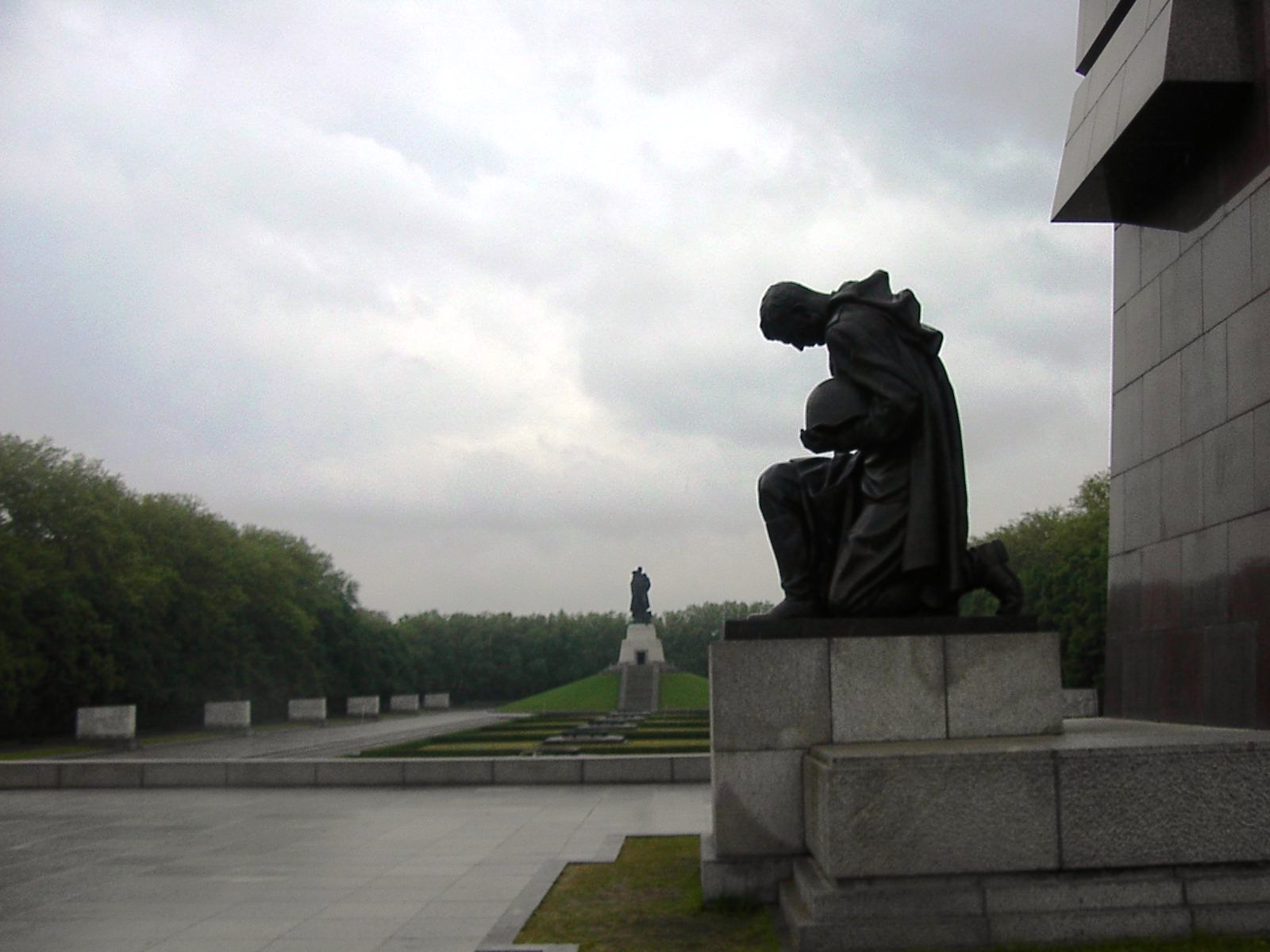
نصب تذكاري للحرب السوفيتية في حديقة Treptow
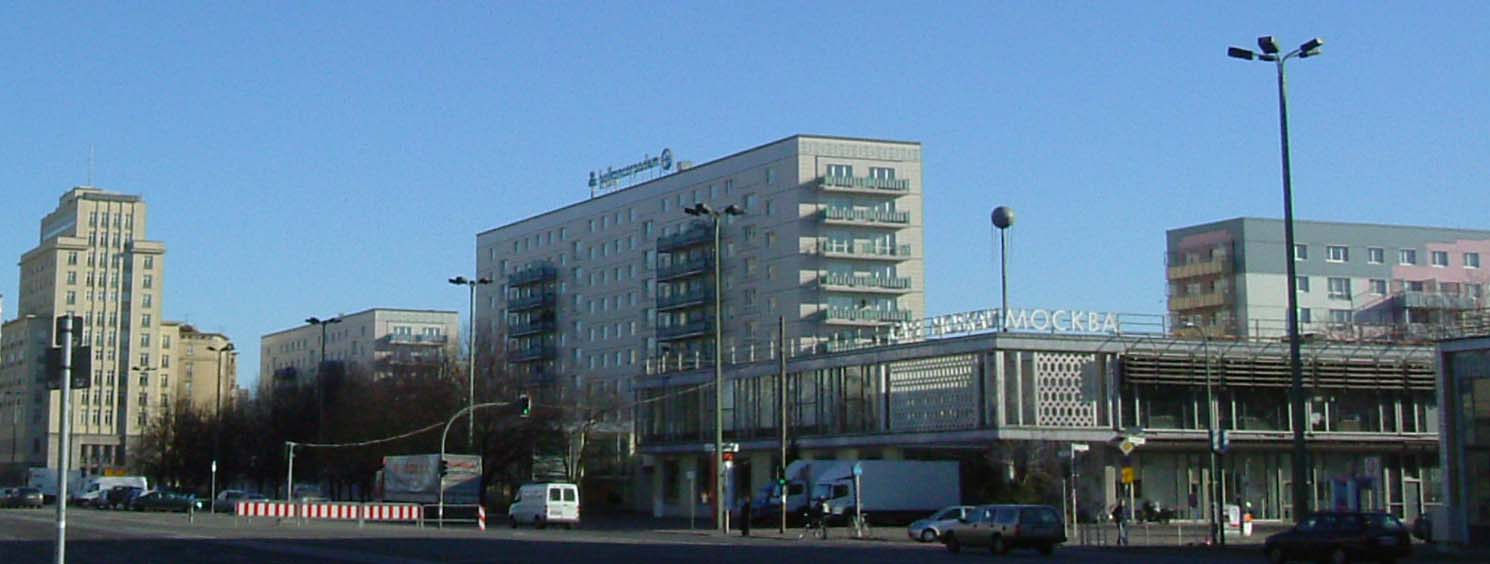
مقهى "موسكو" في شارع Karl Marx Allee
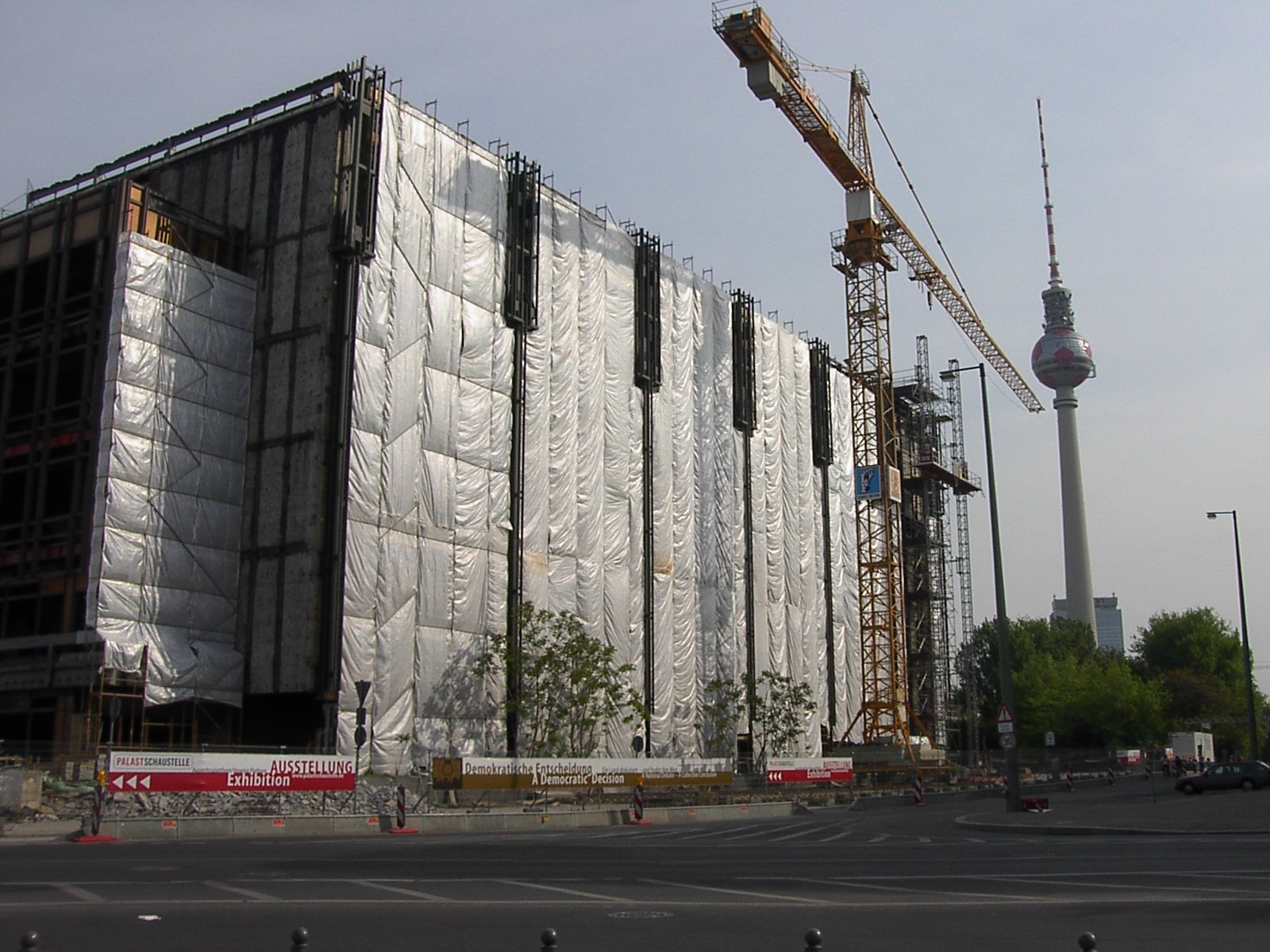
قصر الجمهورية يجري تفكيكه
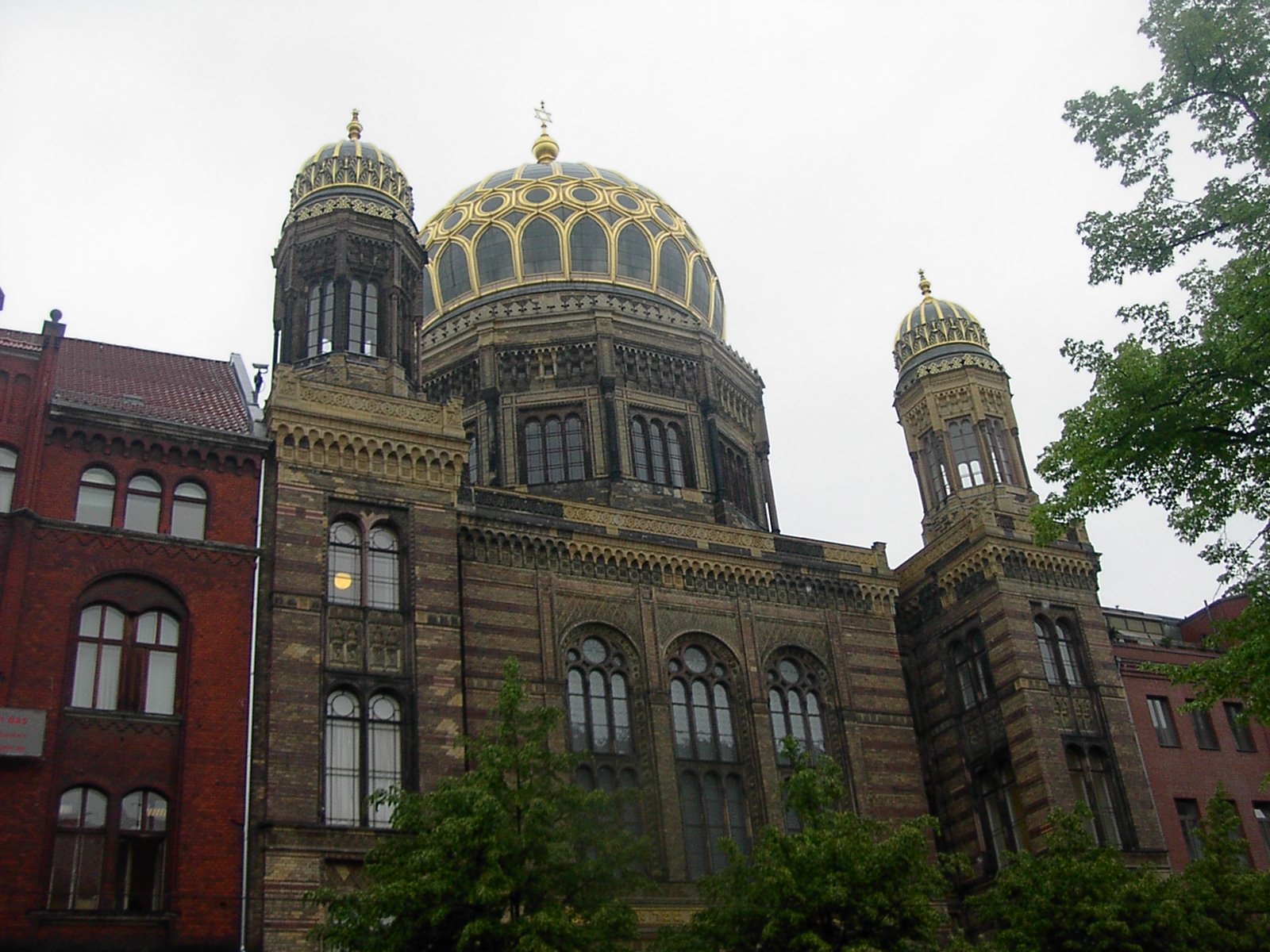
المعبد اليهودي الجديد ، بشارع Oranienburger Straße
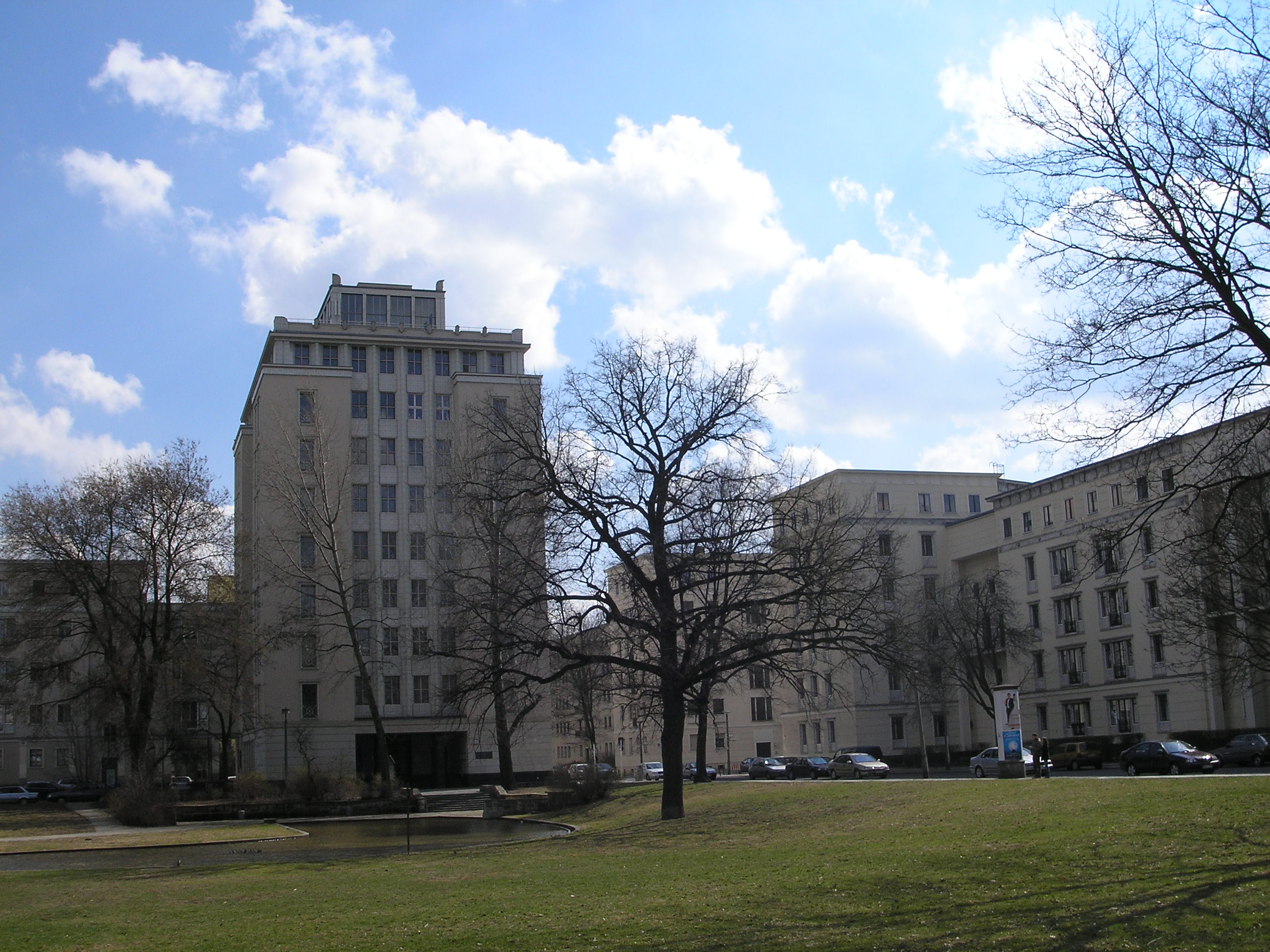
""ناطحة سحاب" في Weberwiese -أول مبنى شاهق بني بعد الحرب
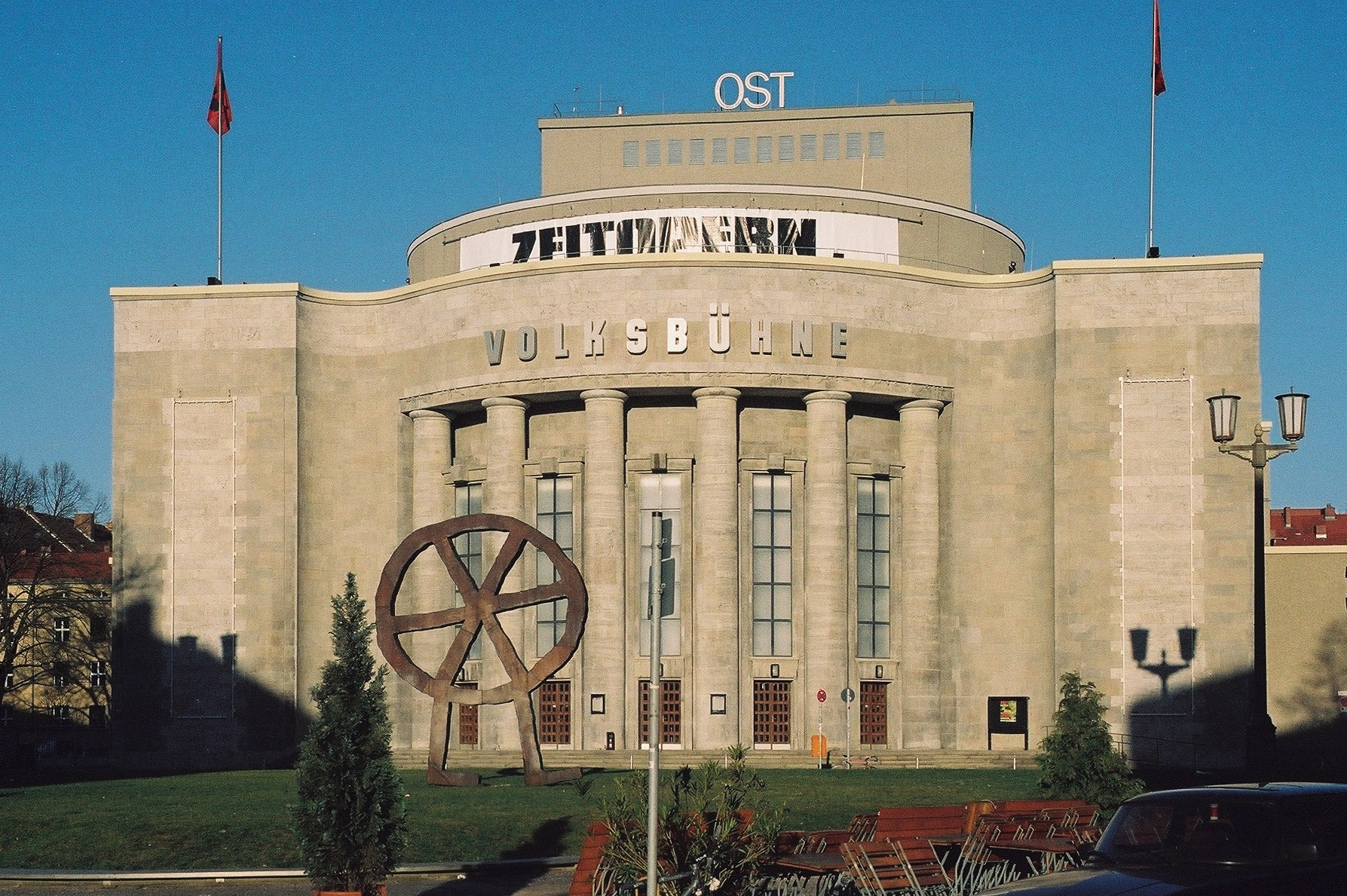
مسرح الشعب ، بميدان "روزا لوكسمبورج بلاتز"
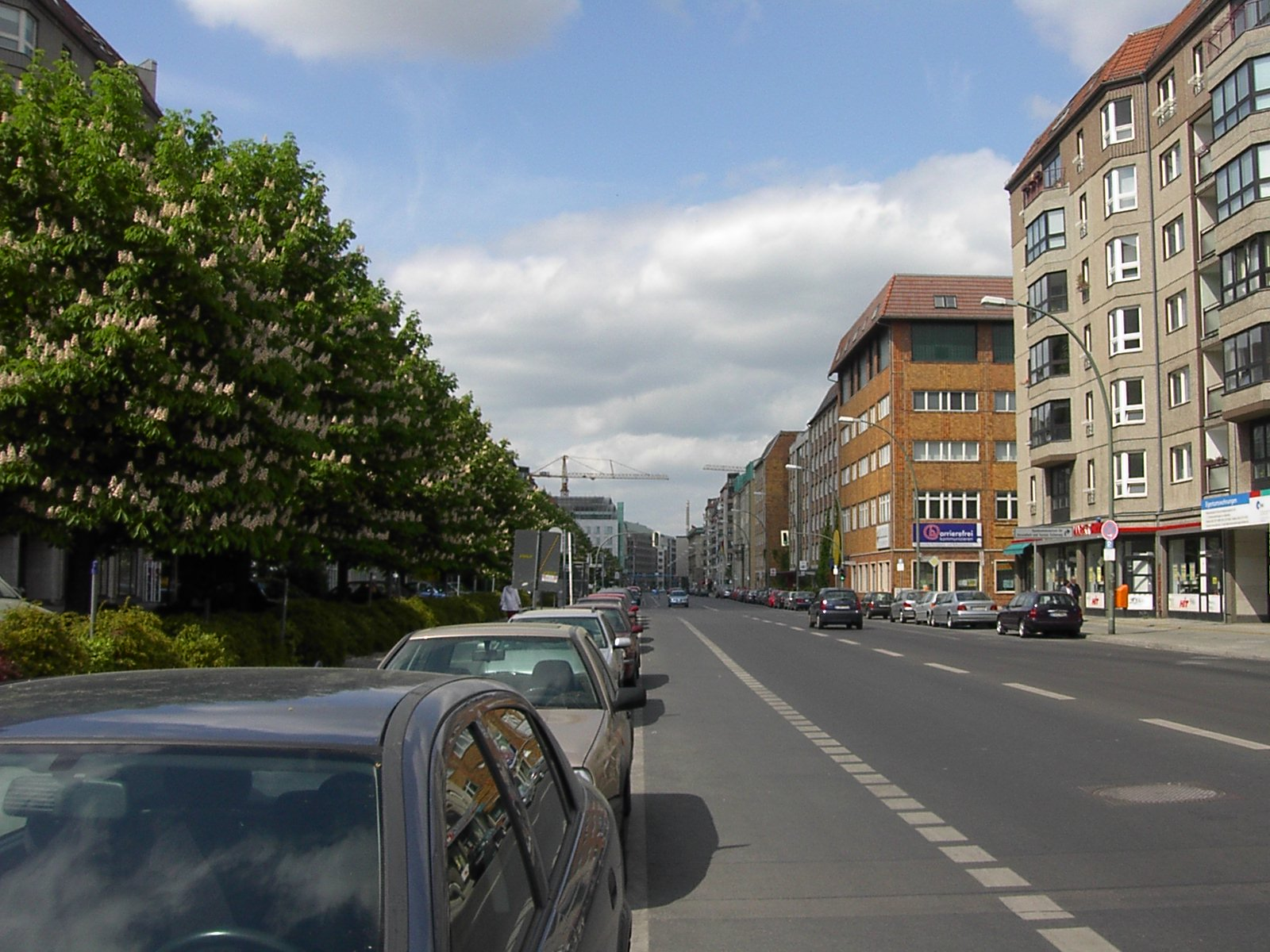
في وقت متأخر من الثمانينات مبان سكنية على Wilhelmstrasse
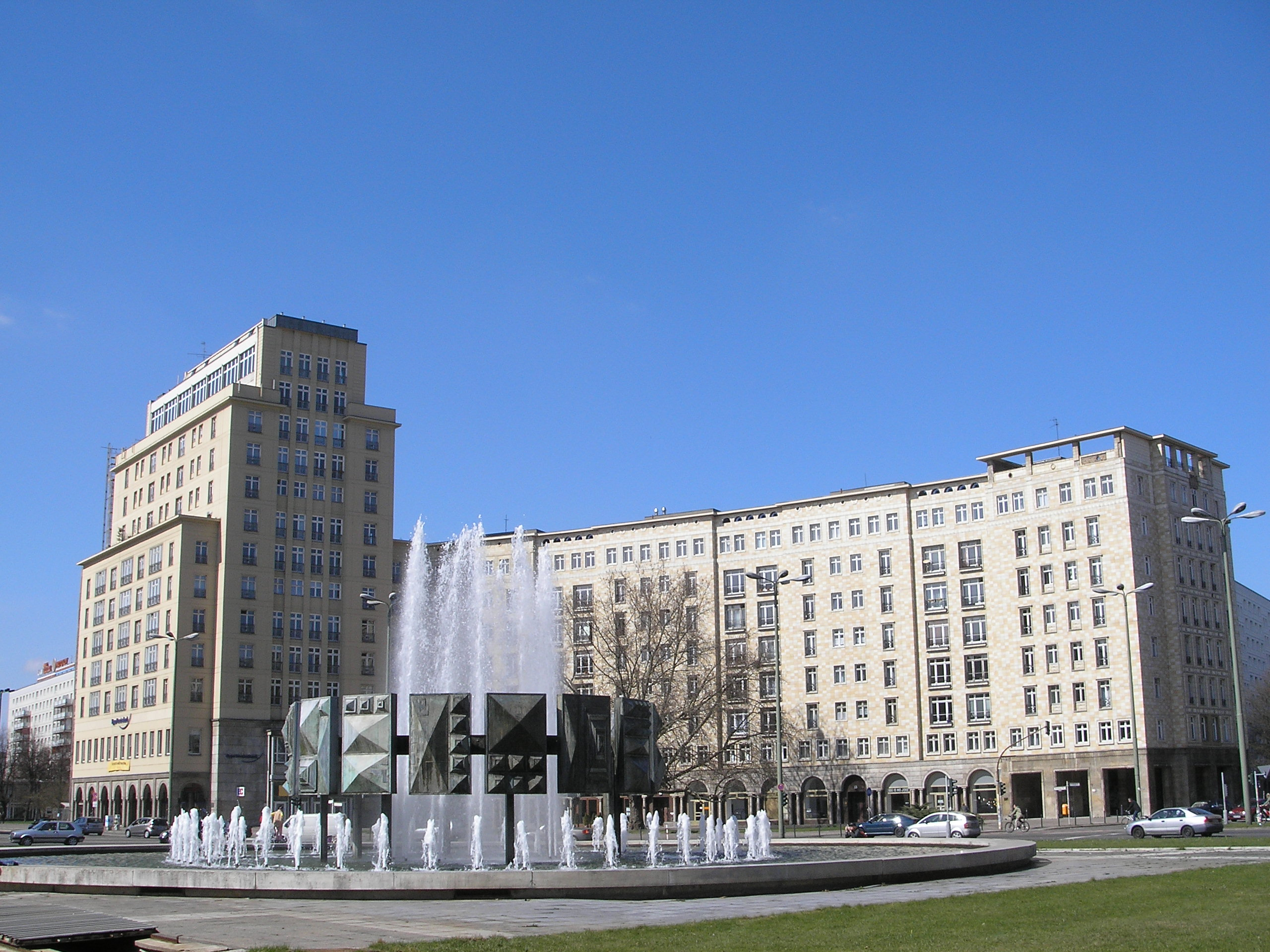
Strausberger Platz with constructivism style building
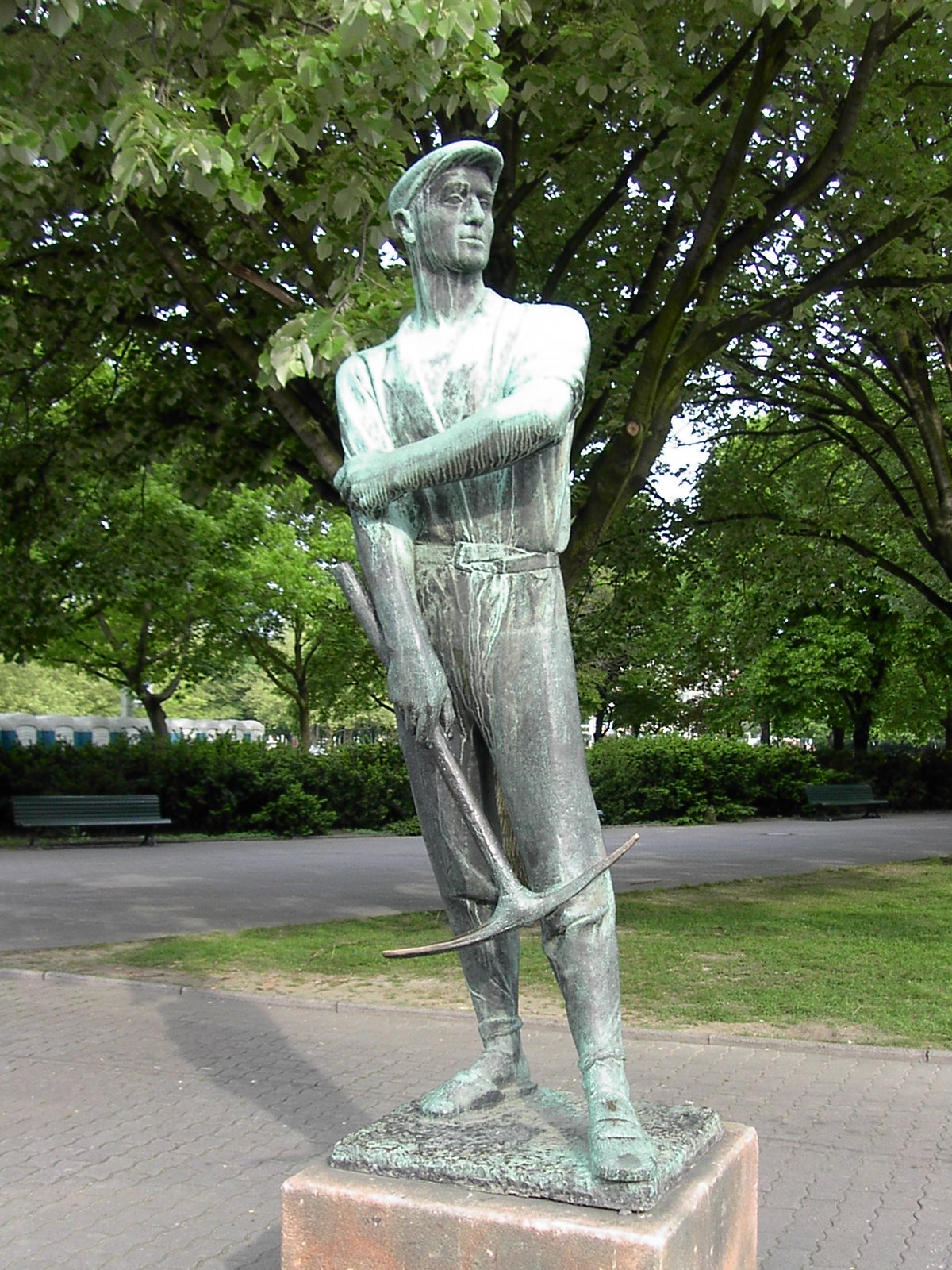
البطل البروليتاري، ألكسندر
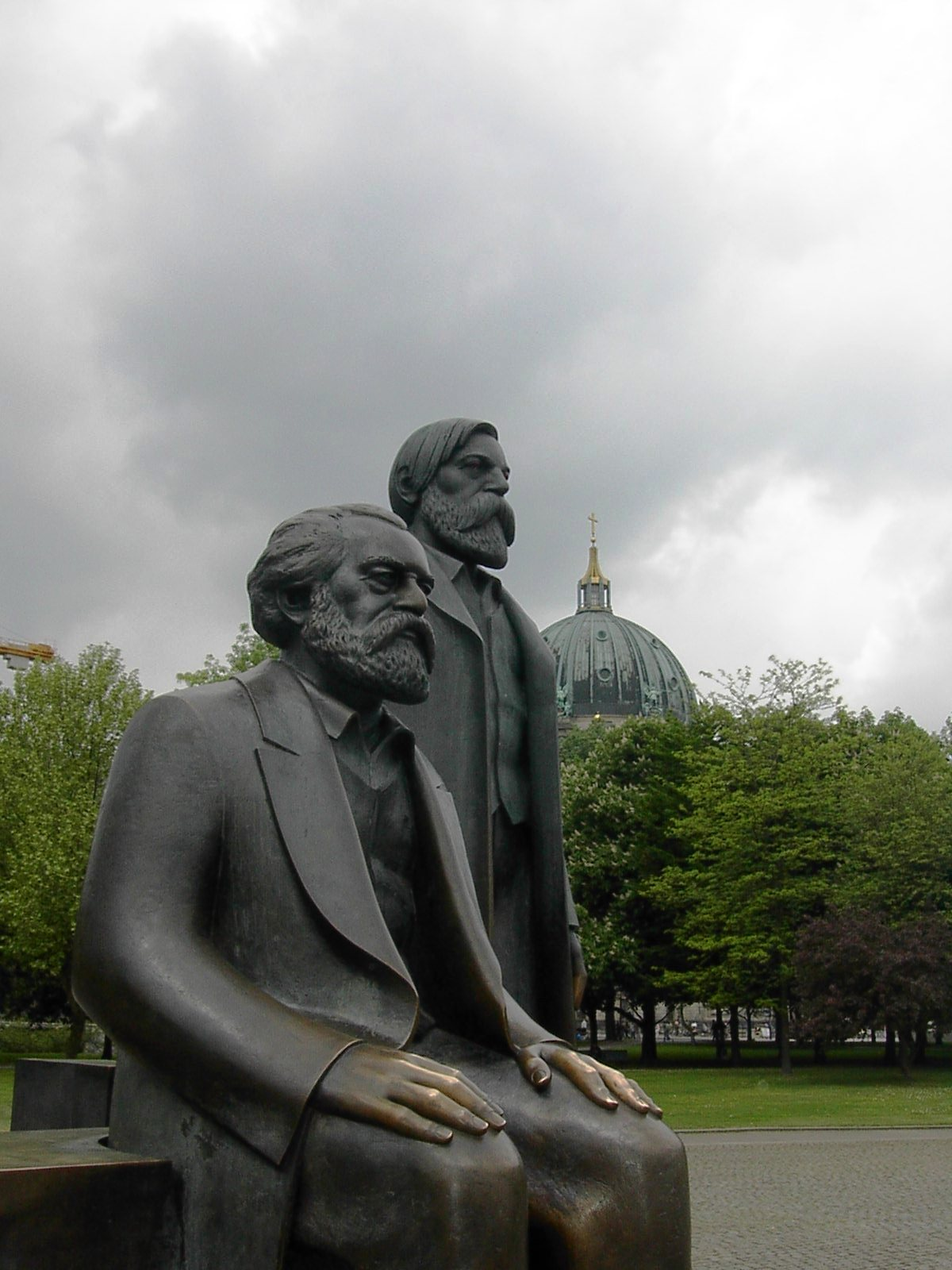
تمثال كارل ماركس وإنغلز , أمام قاعة Marx-Engels-Forum

## روابط خارجية
- Berlin Photos 1989–1999
- East Berlin Past and Present
- Pictures of the GDR and East Berlin 1949–1973
- Old East Berlin Fades Away Amid Renovations